# Ołeksandr Popow
Ołeksandr Pawłowycz Popow (ukr. Олекса́ндр Па́влович Попо́в; ur. 22 listopada 1960 w Krzywym Rogu) – ukraiński polityk. Oficer radzieckich i ukraińskich służb specjalnych. W latach 1994–2007 mer Komsomolska. Deputowany do Rady Najwyższej Ukrainy VI kadencji. W 2007 r. i ponownie w 2010 r. minister mieszkalnictwa i usług komunalnych Ukrainy. W latach 2010–2013 przewodniczący Kijowskiej Miejskiej Administracji Państwowej.

## Życiorys
W 1982 r. ukończył studia na Tiumeńskim Instytucie Inżynierii Lądowej. W latach 1982–1984 odbywał służbę w Armii Radzieckiej. Od 1987 r. był pracownikiem Komitet Bezpieczeństwa Państwowego Ukraińskiej SRR. Ukończył wyższą kijowską szkołę KGB. Służył w jednostkach ochrony gospodarki narodowej. Po powstaniu niezależnego państwa ukraińskiego przeszedł do pracy w Służbie Bezpieczeństwa Ukrainy. Ze służby w SBU odszedł w 1993 r. Posiada stopień podpułkownika rezerwy.
Od 1994 r. do 2007 r. był merem Komsomolska. Od 1 marca do 12 maja 2007 r. był wiceministrem budownictwa, architektury i mieszkalnictwa Ukrainy. Następnie objął funkcję ministra mieszkalnictwa i usług komunalnych, którą pełnił do 18 grudnia 2007 r.. W latach 2007–2010 z ramienia Partii Regionów sprawował mandat deputowanego do Rady Najwyższej Ukrainy.
Od 11 marca do 17 czerwca 2010 r. ponownie pełnił urząd ministra mieszkalnictwa i usług komunalnych. W latach 2010–2013 był przewodniczącym Kijowskiej Miejskiej Administracji Państwowej.
W wyborach parlamentarnych w 2019 r. jako niezależny kandydat bez powodzenia ubiegał się o mandat deputowanego do Rady Najwyższej Ukrainy.
W wyborach samorządowych w 2020 r. wystartował jako kandydat na urząd mera Kijowa z poparciem Opozycyjnej Platformy – Za Życie. Zajął drugie miejsce, przegrywając z ubiegającym się o reelekcję Witalijem Kliczką, uzyskując 68 757 głosów (9,51% poparcia). Zasiadł natomiast w kijowskiej radzie miejskiej.

## Ordery i odznaczenia
- Order Księcia Jarosława Mądrego V klasy (2012 r.)[14]
- Order „Za zasługi” I klasy (2011 r.)[15]
- Order „Za zasługi” II klasy (2006 r.)[16]
- Order „Za zasługi” III klasy (2001 r.)[17]
- Medal jubileuszowy „70 lat Sił Zbrojnych ZSRR”
- Order Świętego Księcia Włodzimierza Równego Apostołom (2011 r.)[18]

## Majątek
Według swojego oświadczenia majątkowego z 2012 r., posiadał: dwa mieszkania, samochód osobowy marki Lexus ES, konto bankowe na sumę 168 tys. hrywien oraz papiery wartościowe na sumę 5,4 tys. hrywien.